# Massachusetts Open
Het Massachusetts Open is een jaarlijks golftoernooi in de Verenigde Staten en maakte deel uit van de Amerikaanse PGA Tour, van 1916 tot 1937. Het toernooi vindt telkens plaats op verschillende golfbanen in de staat Massachusetts en wordt georganiseerd door de "Massachusetts Golf Association".

## Winnaars
| - 1905: Donald Ross - 1906: Alec Ross - 1907: Alec Ross - 1908: Alec Ross - 1909: Alec Ross - 1910: Alec Ross - 1911: Donald Ross - 1912: Alec Ross - 1913: Tom McNamara - 1914: Mike Brady - 1915: Walter Hagen - 1916: Mike Brady - 1917: Geen toernooi vanwege WO I - 1918: Geen toernooi vanwege WO I - 1919: Jesse P. Guilford (amateur) - 1920: George L. Bowden - 1921: Louis Tellier - 1922: George Kerrigan - 1923: Mike Brady - 1924: Willie Ogg - 1925: Tom Lally - 1926: Donald Vinton - 1927: Johnny Farrell - 1928: Leo Diegel - 1929: Jesse P. Guilford (amateur) - 1930: Joe Turnesa - 1931: Wiffy Cox - 1932: Francis Ouimet (amateur) - 1933: Ted Turner - 1934: Roy Bronsdon - 1935: Gene Sarazen - 1936: Harold "Jug" McSpaden - 1937: Harold "Jug" McSpaden - 1938: Harold "Jug" McSpaden - 1939: Byron Nelson - 1940: Horton Smith - 1941: Harold "Jug" McSpaden - 1942: Ben Loving - 1943: Geen toernooi vanwege WO II - 1944: Geen toernooi vanwege WO II | - 1945: Geen toernooi vanwege WO II - 1946: Ellsworth Vines - 1947: Gene Kunes - 1948: Jerry Gianferante - 1949: Edward Burke - 1950: John Thoren - 1951: Julius Boros - 1952: Everett Stuart - 1953: Jim Browning - 1954: Don Hoenig - 1955: John Thoren - 1956: Ed Oliver - 1957: Bob Crowley - 1958: Bob Toski - 1959: George Kinsman - 1960: Bill Ezinicki - 1961: Don Hoenig - 1962: Bob Crowley - 1963: Bill Flynn - 1964: Bill Ezinicki - 1965: Jim Browning - 1966: Bob Crowley - 1967: Paul Harney - 1968: Paul Harney - 1969: Paul Harney - 1970: Paul Harney - 1971: Charles Volpone - 1972: Charles Volpone - 1973: Bob Crowley - 1974: Dick Hanscom - 1975: Dick Hanscom - 1976: Paul Barkhouse - 1977: Paul Harney - 1978: Curt Madson - 1979: Jay Dolan - 1980: Paul Moran - 1981: Bob Menne - 1982: Dana Quigley - 1983: Dana Quigley - 1984: Dana Quigley | - 1985: Jim Hallet - 1986: Kevin Johnson - 1987: Steve Jurgensen - 1988: Jeff Lewis - 1989: Andy Morse - 1990: Fran Quinn - 1991: John Elliot - 1992: Andy Morse - 1993: Pat Bates - 1994: Peter Morgan - 1995: Geoffrey Sisk - 1996: Jeff Leonard - 1997: Geoffrey Sisk - 1998: Rodney Butcher - 1999: Kevin Quinn (amateur) - 2000: James Gilleon - 2001: Rich Parker - 2002: Geoffrey Sisk - 2003: Brian Quinn - 2004: Geoffrey Sisk - 2005: Eric Egloff - 2006: Geoffrey Sisk - 2007: Geoffrey Sisk - 2008: Jim Renner - 2009: Rob Oppenheim - 2010: James Hazen - 2011: Kyle Gallo - 2012: Michael Welch - 2013: Evan Harmeling |